# Museografia

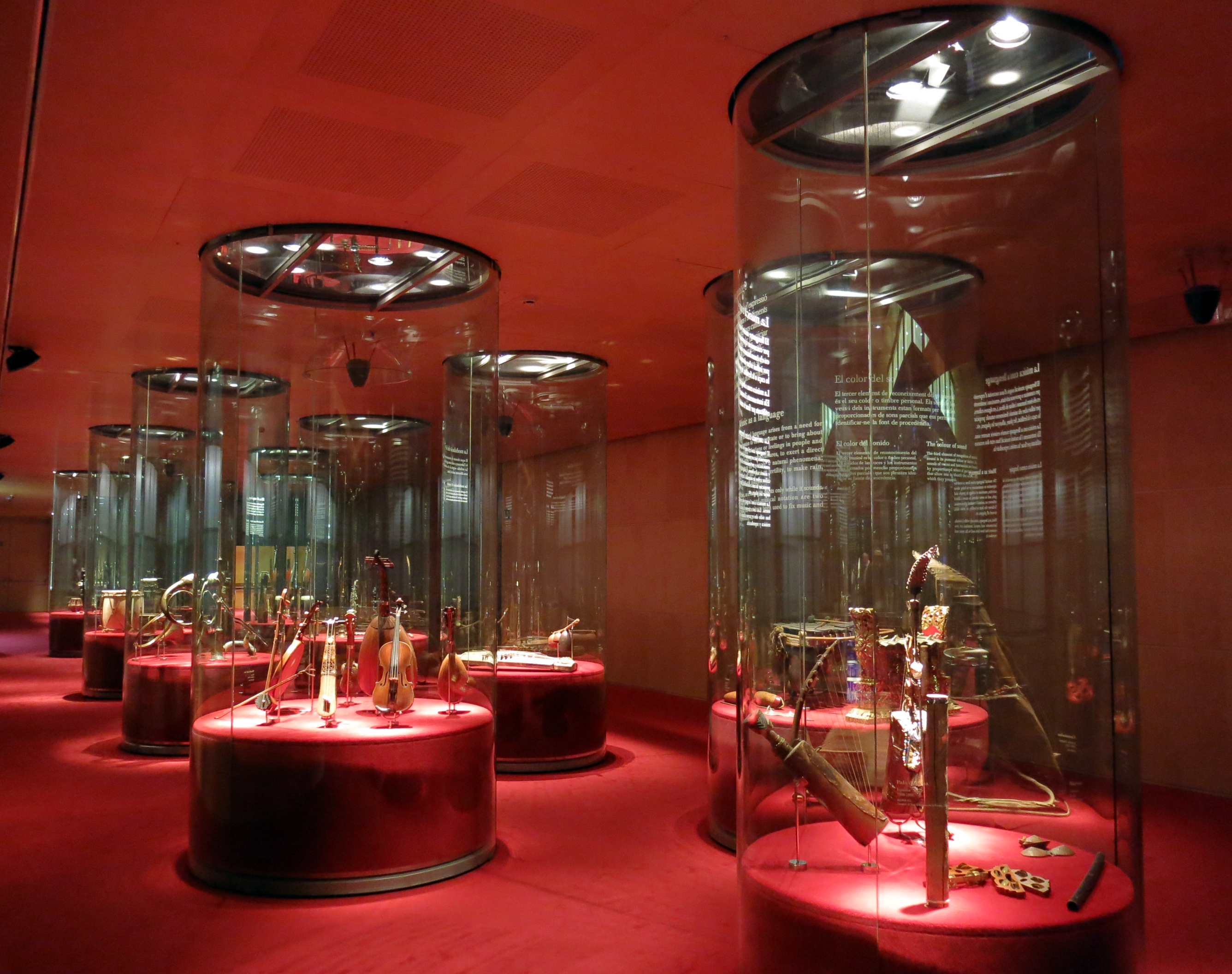
Disseny de l'interior del Museu de la Música de Barcelona

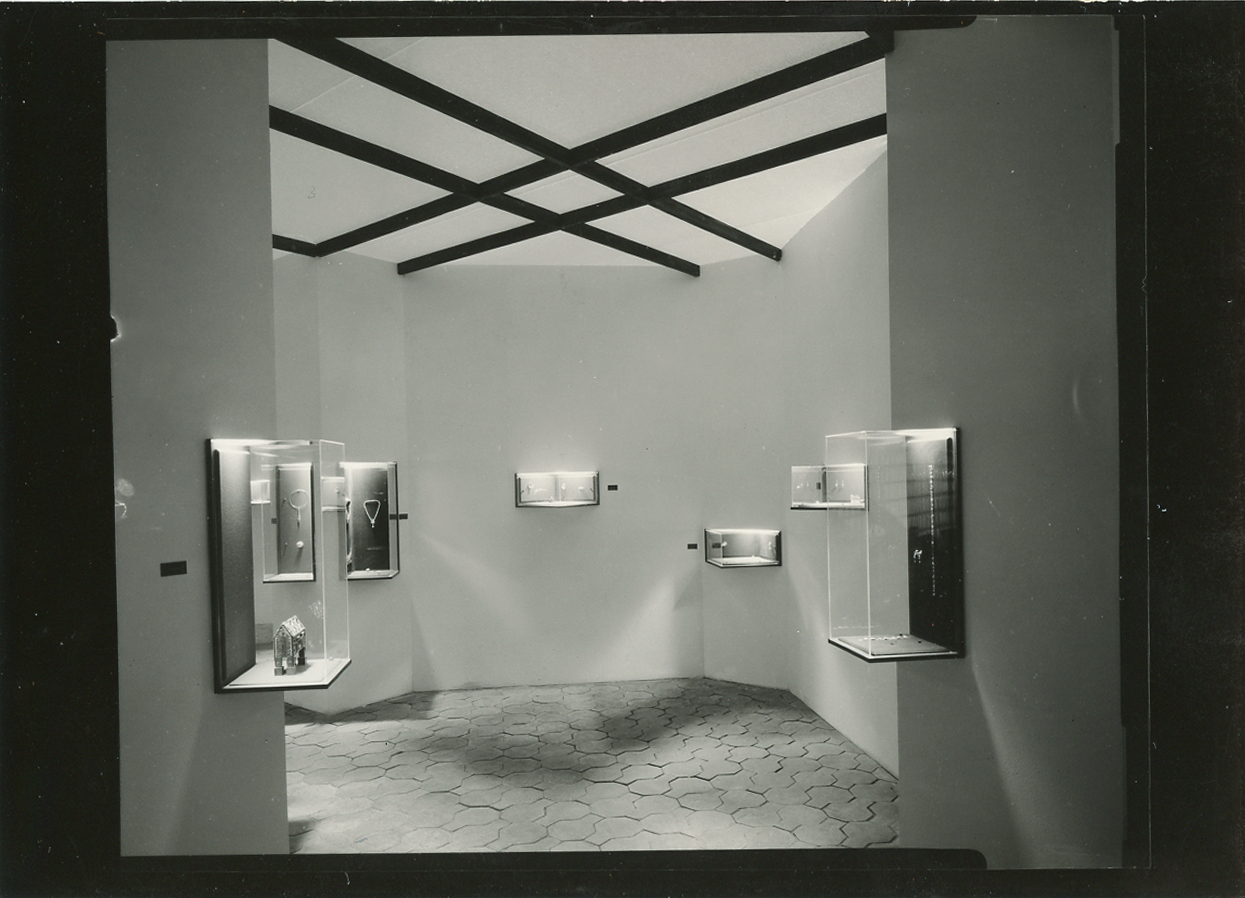
Exposición en una fotografía de Paolo Monti

La museografia és el conjunt de tècniques i pràctiques relatives al funcionament d'un museu. Agrupa les tècniques de concepció i realització d'una exposició, sigui temporal o permanent. Es relaciona amb altres oficis tècnics, científics (arquitectura, restauració d'obres d'art...) i artístics (escenografia, il·luminació...). L'estètica també té un paper molt important, ja que el museu és un centre de formació d'opinió, tant en la formació del gust del públic com en la presentació de la col·lecció i el disseny de l'exposició. S'ha d'entendre com la disciplina que assimila les teories museològiques i les aplica al conjunt del museu. Té un caràcter eminentment pràctic i experimental.
Alguns autors prefereixen denominar la museografia com "Tècniques expositives" per remarcar la importància que té considerar en un sentit més ampli a l'estrictament cultural. Les tècniques expositives compleixen una funció i evolucionen dins de múltiples contextos d'activitat cultural i comercial. També s'ha dit que la museografia és l'art d'organitzar l'art, en tant que hi ha un component creatiu en la selecció, ordenació i creació d'espais i d'ambients que siguin favorables a la contemplació de les obres del museu.

## Història
Les bases de la museografia moderna es van crear durant el manierisme, al segle xvi, amb la creació de col·leccions sistematitzades i exposades en llocs dissenyats específicament per a la mostra d'obres d'art, com és el cas dels Uffizi. Tot i això, el primer tractat sobre museografia, Museographia, va ser escrit el 1727 a Leipzig per Gaspar Neicrakel, on descrivia com s'ha d'organitzar i disposar un museu.
Durant el segle xix, les exposicions tenien intencions historicistes i no mostraven molt interès per la disposició física de les obres. Amb el temps, es va donar més importància al component estètic, apreciant-ne més el concepte d'objecte museïtzat. Aquest concepte va anar evolucionant fins a arribar al de caixa blanca o white cube, en anglès, teoria que negava tota mena de decoració aliena a la mateixa obra d'art o objecte del museu.

## Característiques
Els elements museogràfics expliquen els gustos estètics i les idees i pensaments vigents en un moment determinat de la història o d'un emplaçament geogràfic. S'ha de tenir en compte que tots els objectes són museitzables en tant que són objectes que expliquen un fet, sigui aquest una religió, un enginy, un personatge històric o un costum, i posseeixen una qualitat estètica.

### Disseny d'espais
La disposició física d'una exposició ha de tenir en compte tant les exigències de conservació preventiva dels objectes com la posada en valor de les obres en vistes a la seva presentació i la seva comprensió.
L'espai museogràfic pot ser definit com un espai de comunicació, que expressa d'una forma sensible el programa científic del conservador del museu o del comissari d'una exposició temporal.

## Museografia didàctica i interactiva
La museografia didàctica té com a objectiu principal la concepció, el disseny i l'execució d'exposicions atenent primordialment els principis de la didàctica, és a dir, l'objectiu és proveir els objectes, artefactes o restes exposades d'informacions complementàries, de contextualitzacions i d'eines d'interpretació per tal que el major nombre possible de visitants pugui integrar-los en la seva xarxa de coneixement. Les bases d'aquesta metodologia foren assentades a Espanya per Joan Santacana i Mestre en l'obra Museografía didáctica (2005, amb Núria Serrat Antolí).
La museografia interactiva és una variant de la museografia didàctica que té com a element central la interacció didàctica, és a dir, l'exercici d'una acció mútua entre allò exposat i el visitant, de manera que l'exposició esdevé més inclusiva, dialogant i participativa. El primer tractat de museografia interactiva a Espanya també fou redactat per Santacana amb el títol Manual de museografía interactiva (2010, amb Carolina Martín Piñol).